# Juniszcze
Juniszcze (biał. Юнішча; ros. Юнище) – wieś na Białorusi, w obwodzie brzeskim, w rejonie stolińskim, w sielsowiecie Widzibór.
Miejscowość leży po obu stronach toru kolejowego linii Buchlicze – Łuniniec. Dawniej wieś położona była na wschód od toru. Na zachód znajdował się folwark.

## Historia
Dawniej wieś i folwark, występujący także pod nazwą Juniskie Chutory. Folwark zamieszkany był przez szlachtę zaściankową. Juniszcze były własnością rodziców rosyjskiego prozaika i dramaturga pochodzenia polskiego Jurija Oleszy. Majątek został przez nich sprzedany jeszcze w czasach carskich.
W dwudziestoleciu międzywojennym leżały w Polsce, w województwie poleskim, w powiecie stolińskim, w gminie Stolin. Po II wojnie światowej w granicach Związku Sowieckiego. Od 1991 w niepodległej Białorusi.